# Emanuele Bidèra
 (août 2019).
Si vous disposez d'ouvrages ou d'articles de référence ou si vous connaissez des sites web de qualité traitant du thème abordé ici, merci de compléter l'article en donnant les références utiles à sa vérifiabilité et en les liant à la section « Notes et références ».
Giovanni Emanuele Bidèra est un  poète et dramaturge italien né le 4 décembre 1784 à Palazzo Adriano, dans la province de Palerme en Sicile et mort à Palerme le 8 avril 1858.

## Biographie
Fils de Pietro Anastasio Bidèra et d'Anna Dara, Emanuele Bidèra était issu d'une noble famille sicilienne d'origine arbëreshë. On dit que, dans sa jeunesse, il embrassa les idées libérales et nationalistes et que son père, pour tenter de l'en détourner, le fit entrer au Séminaire gréco-albanais de Palerme. À l'âge de 18 ans, le jeune Emanuele quitta la maison familiale et alla vivre à Naples où il commença par se faire peintre et dessinateur avant de s'occuper de théâtre. Il fut tour à tour scénographe et costumier, acteur, auteur et traducteur de comédies française et, en dernier lieu, directeur de troupe.
À partir de 1828, il entreprit de publier en fascicules un traité intitulé L'arte di declamare (L'art de déclamer). En 1830, il ouvrit une école publique de diction, la première du genre à Naples. Sa renommée grandissant, il fut engagé par l'impresario Domenico Barbaja, directeur du Teatro San Carlo, comme professeur de diction, puis comme librettiste officiel de l'opéra. C'est à ce titre qu'il donna à Gaetano Donizetti les livrets de deux de ses opéras : Gemma di Vergy et Marino Faliero. Il lui fournit également les paroles de nombreuses romances et chansons, comme La conocchia, inspirée d'une poésie sicilienne de Giovanni Meli, qui avait été son maître à Palerme.
Il est particulièrement connu comme l'auteur d'un guide touristique de Naples et de ses environs : Passeggiata per Napoli e contorni (1844).
À la fin de sa vie, il retourna en Sicile et s'installa à Palerme, ou il collabora notamment à Il Poligrafo.

## Œuvres

### Œuvres dramatiques
- Il giorno di pesto, tragédie
- La divisione de' beni, drame
- I trovatori fanatici, comédie
- I sibariti, tragédie
- I dilettanti comici de' piccoli paesi, comédie
- Corinna al Campidoglio, drame
- Alessandro Re de' Molossi a Pandosia, tragédie
- La Tragicomania, comédie
- Il Castello del Principe
- Alarico Primo Re de' Visigoti, tragédie

### Livrets d'opéras
- Gemma di Vergy, tragédie lyrique en 2 actes, musique de Gaetano Donizetti, créée à la Scala de Milan le 26 décembre 1834
- Marino Faliero, tragédie lyrique en 3 actes, musique de Gaetano Donizetti, créée au Théâtre des Italiens de Paris le 12 mars 1835
- Odda di Bernaver, mélodrame en 2 actes, musique de Giuseppe Lillo, créé au Teatro San Carlo de Naples en 1837

### Œuvres en prose
- Passeggiata per Napoli e contorni, 1844

## Éditions collectives
- Teatro edito ed inedito, 2e édition, Naples, Cataneo, 1854, gr. in-8°

## Sources
- (it) Enzo Di Luca, Notice biographique sur Giovanni Emanuele Bidera, juin 2007